# Tegalwatu
Tegalwatu is een bestuurslaag in het regentschap Probolinggo van de provincie Oost-Java, Indonesië. Tegalwatu telt 3607 inwoners (volkstelling 2010).